# Karkonoscy laboranci

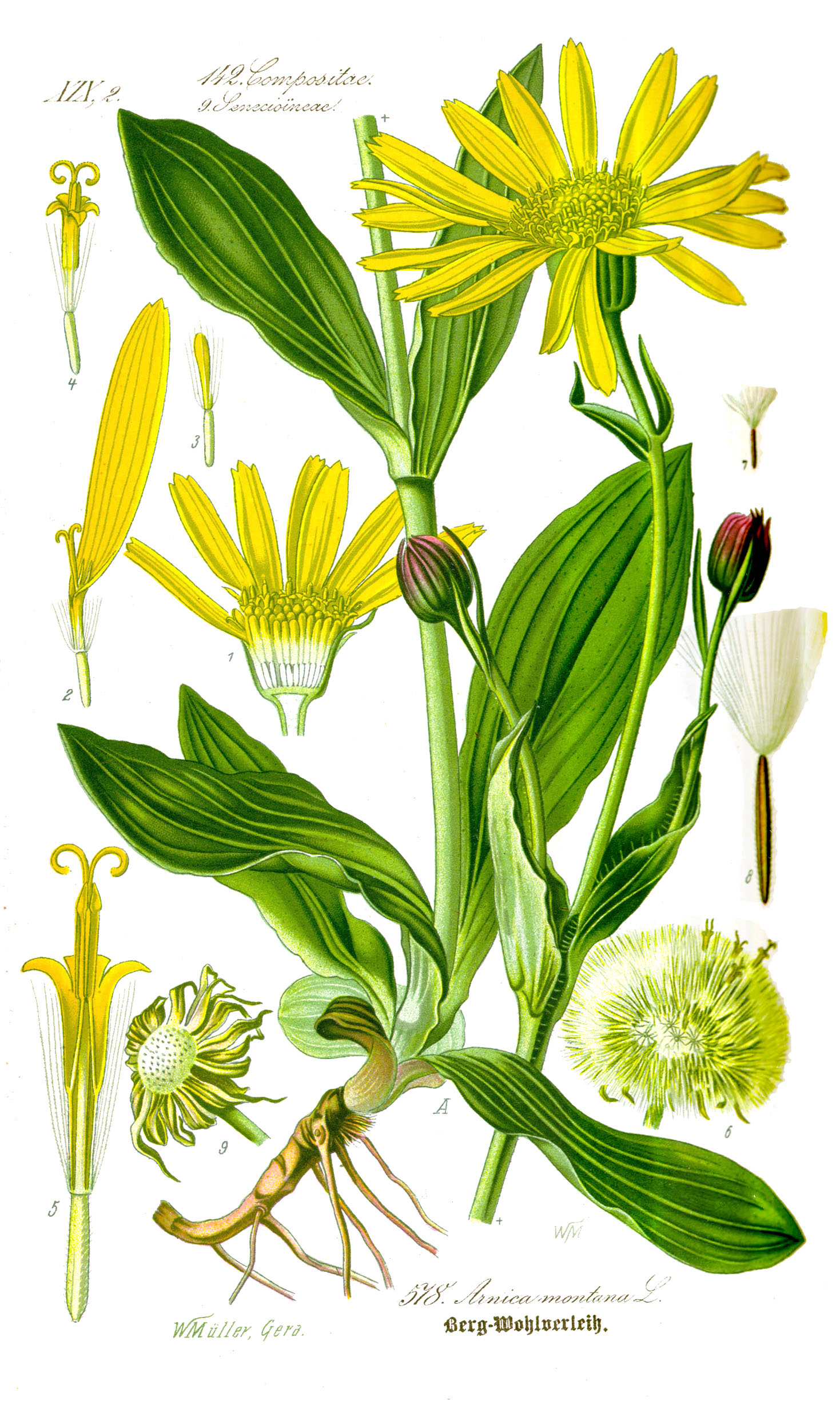
Arnika górska

Karkonoscy laboranci – od łac. laborare – pracować, przygotowywać – nazwa grupy zawodowej, zajmującej się od XVII do XIX wieku zbieraniem roślin leczniczych w Karkonoszach i sporządzaniem z nich medykamentów. Głównym ośrodkiem skupiającym karkonoskich laborantów był Karpacz, choć ich działalność rozciągała się na cały region Karkonoszy. W 1796 miejscowy cech liczył 27 członków - 18 mieszkało w Karpaczu, 2 w Płóczkach, 2 w Miłkowie i 5 w innych miejscowościach.
Działalność laborantów jest prezentowana w Centrum Informacyjnym Karkonoskiego Parku Narodowego w Karpaczu, otwartym 15.06.2013. W Karpaczu przy ul. Konstytucji 3 Maja 26 zachował się dom, w którym mieszkał ostatni karkonoski laborant (Ernst August Zölfel, zm. 1884), a w Miłkowie – bogate nagrobki laborantów, które umieszczono na murze zewnętrznym katolickiego kościoła św. Jadwigi.
Ostatniego karkonoskiego laboranta uczczono nazwaniem jego nazwiskiem rygla skalnego (1236 m n.p.m.) zamykającego od południowego wschodu Kocioł Wielkiego Stawu, który do 1945 nosił nazwę Zölfelshübel (obecnie Zielarz).